# موبلاند
موبلاند (MobLand) هو مسلسل درامي إجرامي بريطاني من إنتاج رونان بينيت لصالح منصة باراماونت+. يقوم ببطولته توم هاردي في دور "هاري دا سوزا"، وهو منفّذ مهام (مُصلِح) يعمل لصالح عائلة هاريغان الإجرامية بقيادة كونراد (بيرس بروسنان) ومايف هاريغان (هيلين ميرين). كما يشارك بادي كونسيدين في دور "كيفن هاريغان"، ابن كونراد ومايف، وشريك هاري في العمل منذ زمن طويل.
عُرض المسلسل لأول مرة في 30 مارس 2025، مع إصدار الحلقات أسبوعيًا حتى 1 يونيو 2025. تولى الإخراج كل من جاي ريتشي، أنتوني بيرن، دانيال سيركين، ولورانس جو. كتب بينيت جميع الحلقات العشر بالاشتراك مع جيز بترفورث.

## القصة
تجد عائلة هاريغان، وهي عائلة إجرامية في لندن، نفسها في مواجهة مع عائلة ستيفنسون، وهي معركة قد تنهي وجود العصابات بل وتهدد حياتهم. هاري دا سوزا هو منفذ مهام ذكي وخبير في الشارع، يعمل لدى عائلة هاريغان للتعامل مع النزاع المتصاعد الذي يهدد إمبراطوريتهم. ومع اشتداد التوتر بين العائلتين، يُكلف هاري بحماية مصالح عائلة هاريغان ومنع اندلاع حرب عصابات شاملة.

## طاقم التمثيل والشخصيات

### الرئيسيون
- توم هاردي في دور هاري دا سوزا، منفّذ مهام لصالح عائلة هاريغان الإجرامية سيئة السمعة.
- بيرس بروسنان في دور كونراد هاريغان، ربّ عائلة هاريغان.
- بادي كونسيدين في دور كيفن هاريغان، الابن الثاني لكونراد ومايف.
- جوان فروغات في دور جان دا سوزا، زوجة هاري ووالدة جينا.
- لارا بولفر في دور إيزابيلا "بيلا" هاريغان، زوجة كيفن ووالدة إيدي.
- أنسون بون في دور إيدي هاريغان، ابن كيفن وإيزابيلا المتمرّد.
- جاسمين جوبسون في دور زوسيا، صديقة ومقرّبة من هاري.
- مانديب ديلون في دور سيرافينا هاريغان، ابنة كونراد، وابنة مايف بالتبني، وأخت غير شقيقة لكيفن وبريندان.
- دانيال بيتس في دور بريندان هاريغان، الابن الأكبر لكونراد ومايف.
- هيلين ميرين في دور مايف هاريغان، سيدة عائلة هاريغان.
- جيف بيل في دور ريتشي ستيفنسون، زعيم عصابة ستيفنسون في جنوب لندن، زوج فرون ووالد تومي.
- جانيت مكتور في دور كات ماكاليستر، عميلة في كارتل دولي على صلة بهاري.
- خوردي مولّا في دور خايمي لوبيز، زعيم كارتل مكسيكي متورط في إنتاج الفنتانيل.
- توبي جونز في دور كولين تاتيرسال، محقق متقاعد في شرطة العاصمة مكلف بإسقاط عائلة هاريغان.

## حلقات
| الموسم | الحلقات | الحلقات | الأصلي       | الأصلي       |
| الموسم | الحلقات | الحلقات | الأول        | الأخير       |
| ------ | ------- | ------- | ------------ | ------------ |
| 1      | 10      | 10      | 30 مارس 2025 | 1 يونيو 2025 |